# Bezirk Smiltene (2009–2021)
Der Bezirk Smiltene (Smiltenes novads) war ein Bezirk in Lettland, der von 2009 bis 2021 existierte. Bei der Verwaltungsreform 2021 wurde der Bezirk in einen neuen, größeren Bezirk Smiltene überführt.

## Geographie
Der Bezirk lag im nordöstlichen Teil des Landes.

## Bevölkerung
2009 vereinigte sich die Stadt Smiltene mit den acht umliegenden Gemeinden Bilska, Blome, Branti, Grundzāle, Launkalne, Palsmane, Smiltene und Varini zu einer neuen Verwaltungseinheit. Auf 949 km² Fläche waren 11.985 Einwohner gemeldet (Stand 2020). Das Verwaltungszentrum befand sich in der Stadt Smiltene. Durch das Gebiet fließt der Abuls.

## Sehenswürdigkeiten
- Aumeisteri (Gemeinde Grundzāle): Herrenhaus Hofmeistershof aus dem 18. Jahrhundert mit Gutsverwalterhaus von 1896
- Bilska: Herrenhaus Alt-Bilskenhof aus dem 19. Jahrhundert
- Launkalne: Herrenhaus Launekaln aus dem 19. Jahrhundert
- Lobērģi (Gemeinde Bilska): Herrenhaus Blumbergshof, erbaut 1803, Geburtsort des Schriftstellers Siegfried von Vegesack
- Mēri (Gemeinde Bilska): Herrenhaus Mehrhof aus dem 19. Jahrhundert
- Palsmane: Herrenhaus Palzmar von 1880, Lutherische Kirche, erbaut von 1814 bis 1817, und Orthodoxe Holzkirche

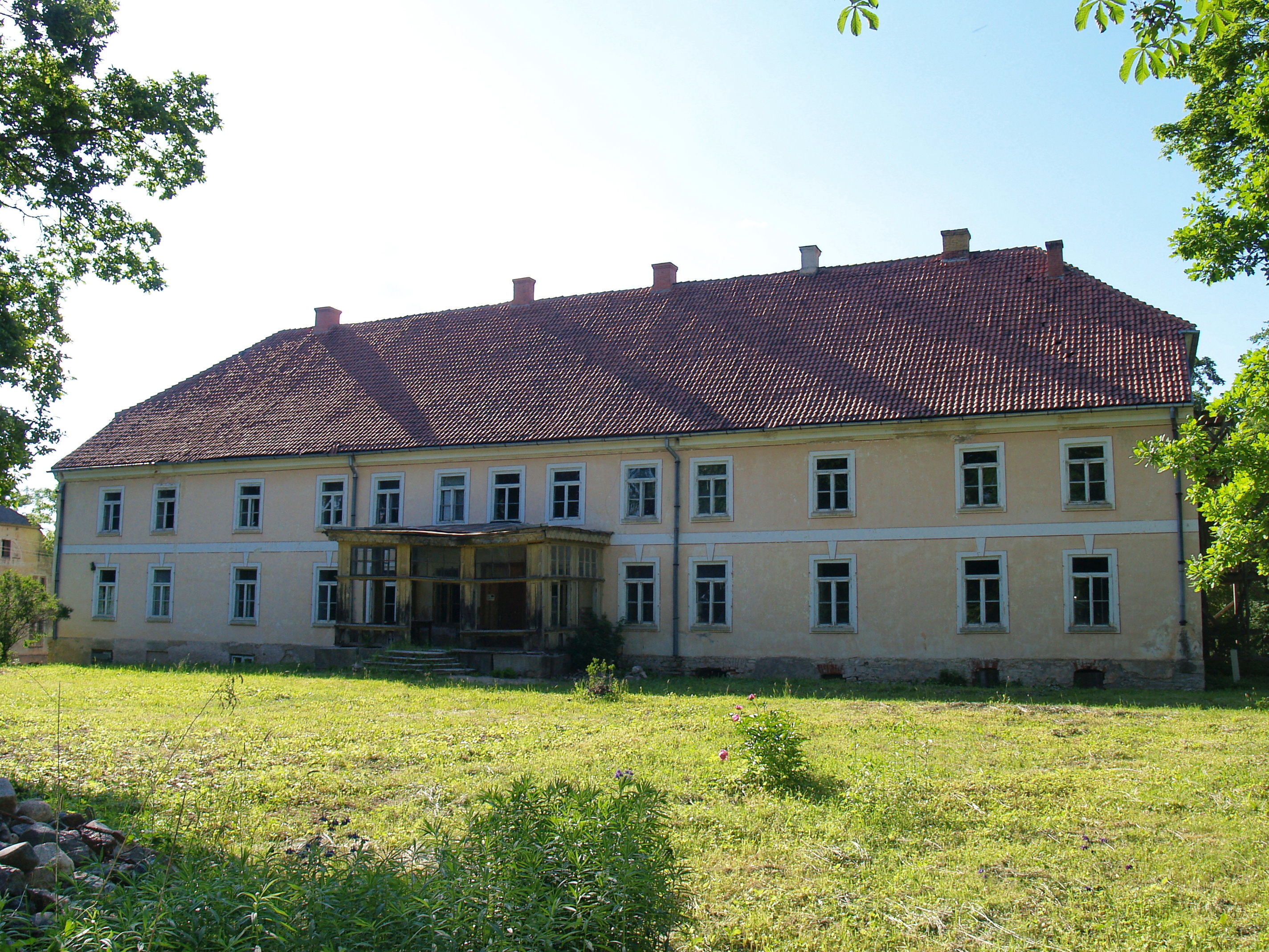
Herrenhaus Hofmeistershof in Aumeisteri
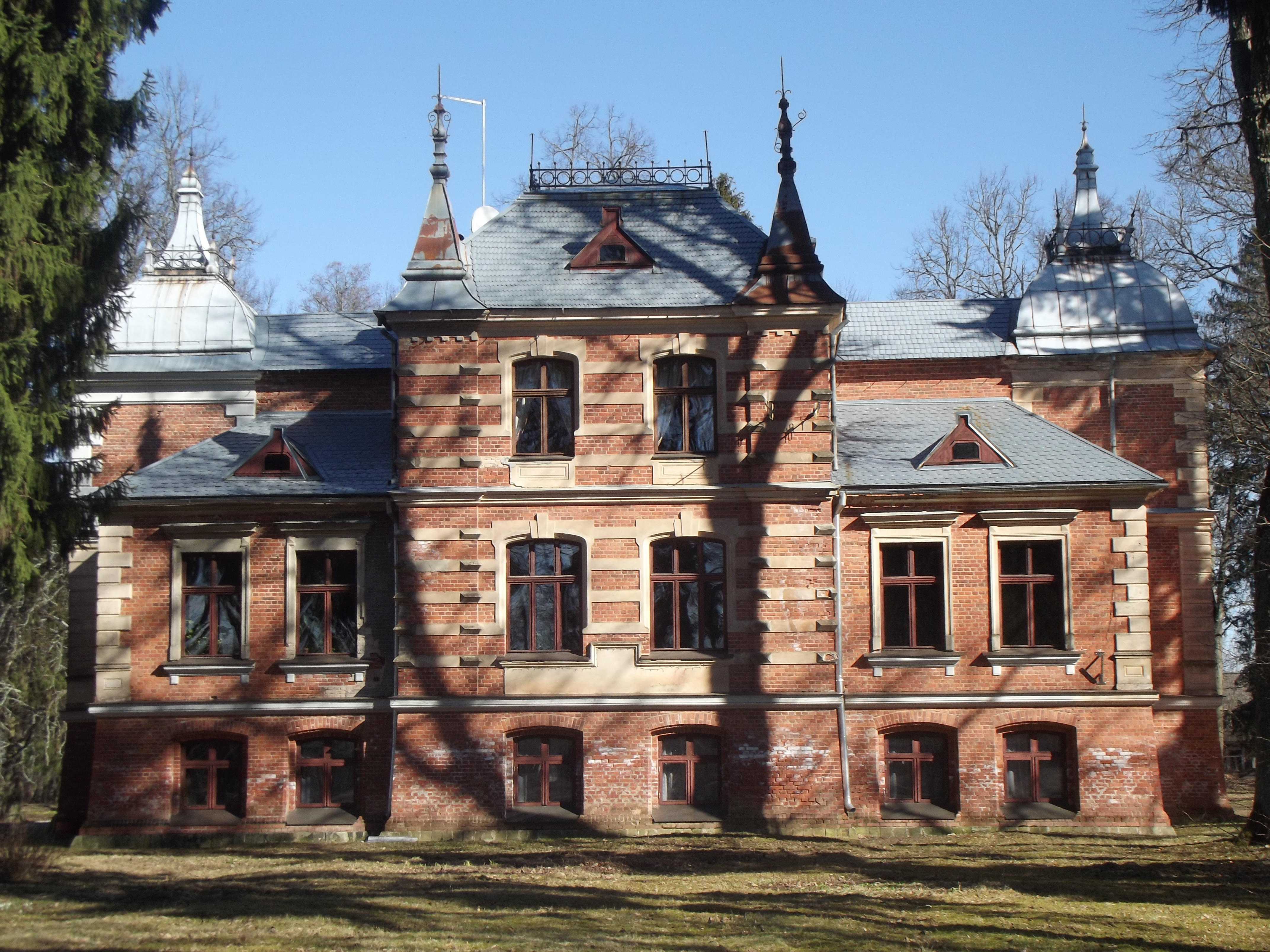
Verwalterhaus des Gutes Hofmeistershof
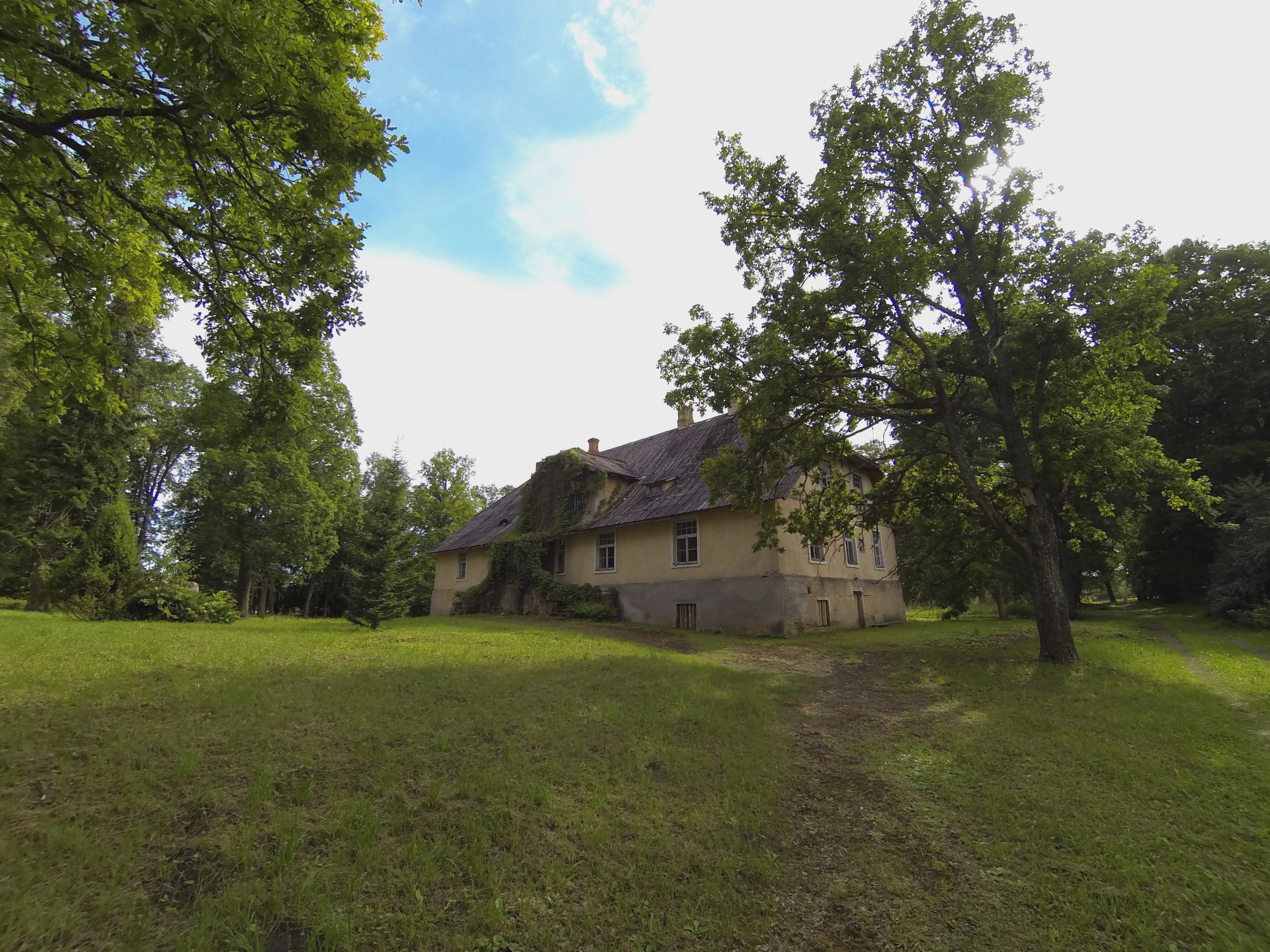
Herrenhaus Alt-Bilskenhof in Bilska
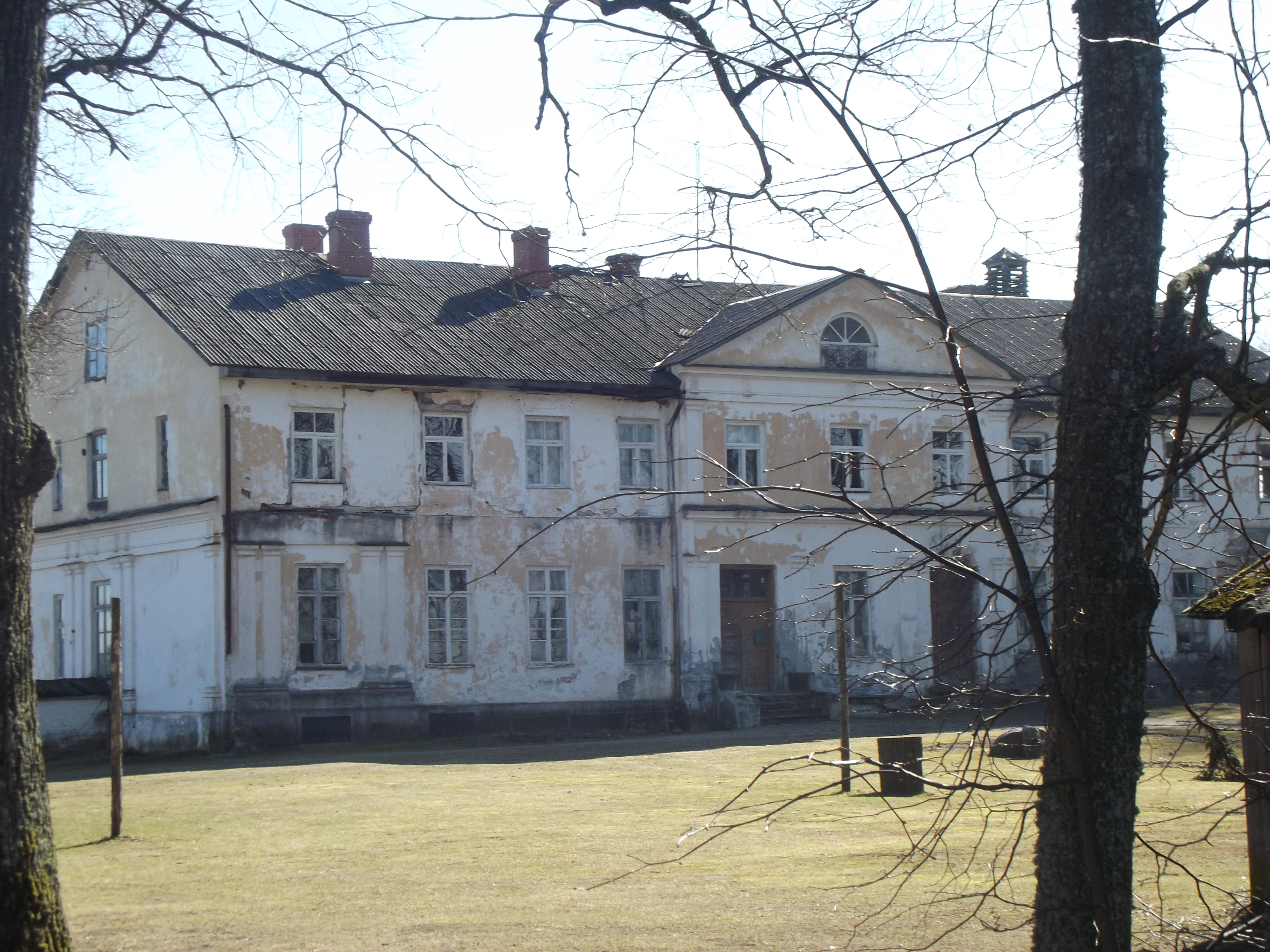
Herrenhaus Blumbergshof in Lobērģi
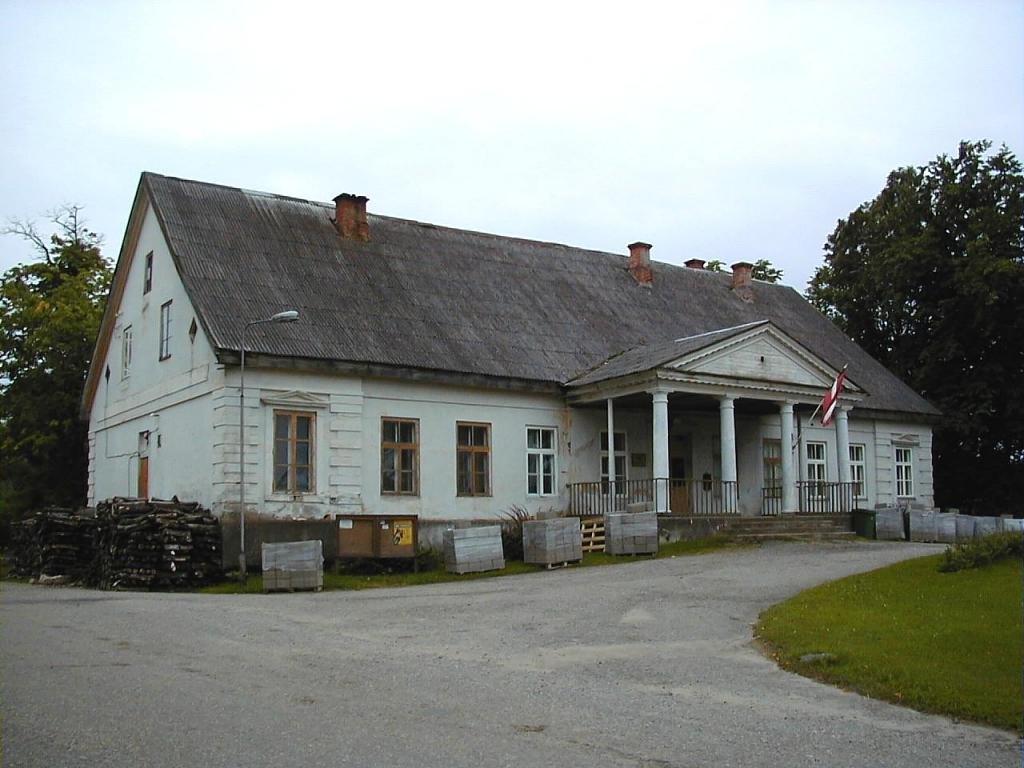
Herrenhaus Launekaln in Launkalne
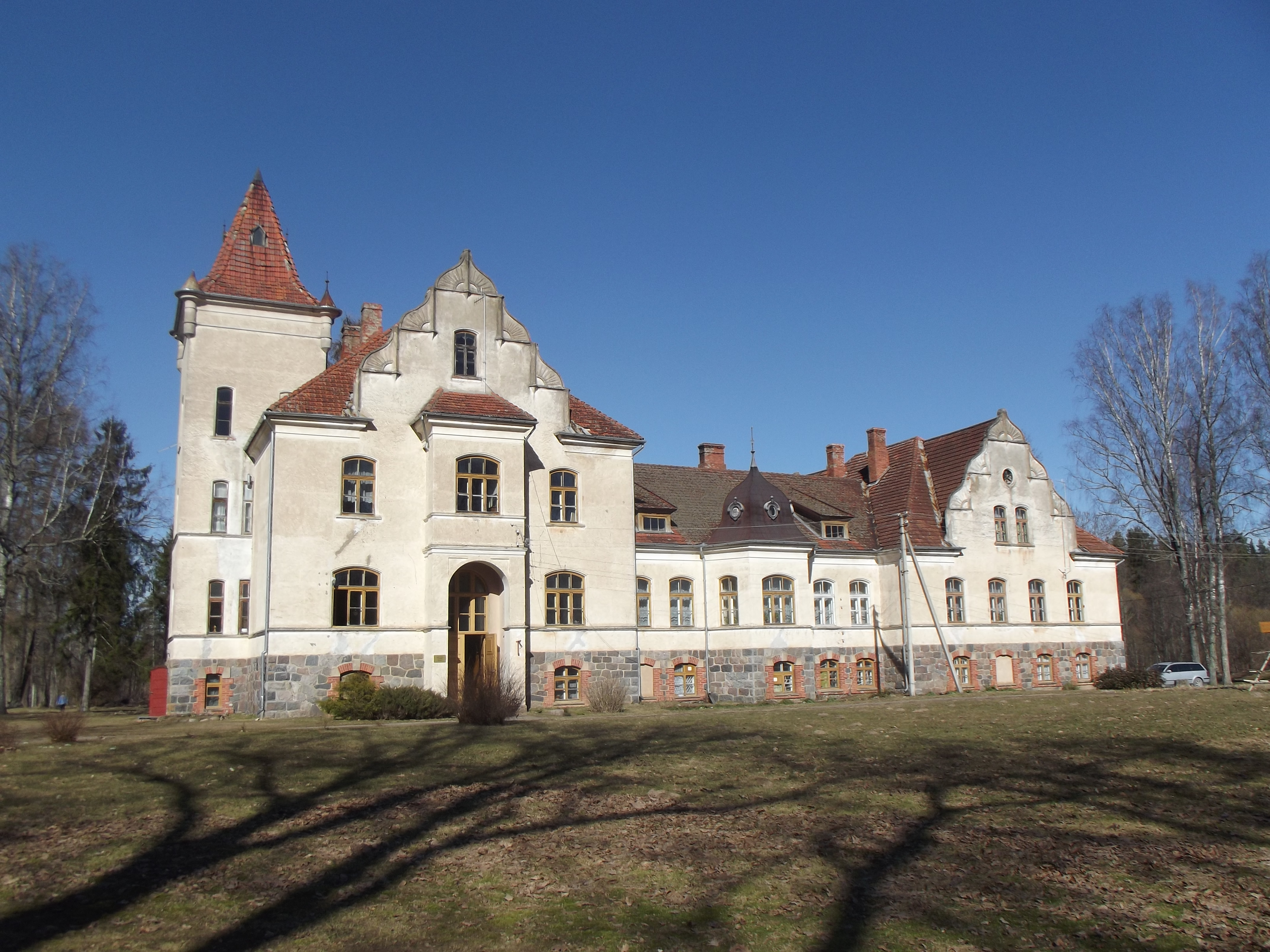
Herrenhaus Mehrhof in Mēri
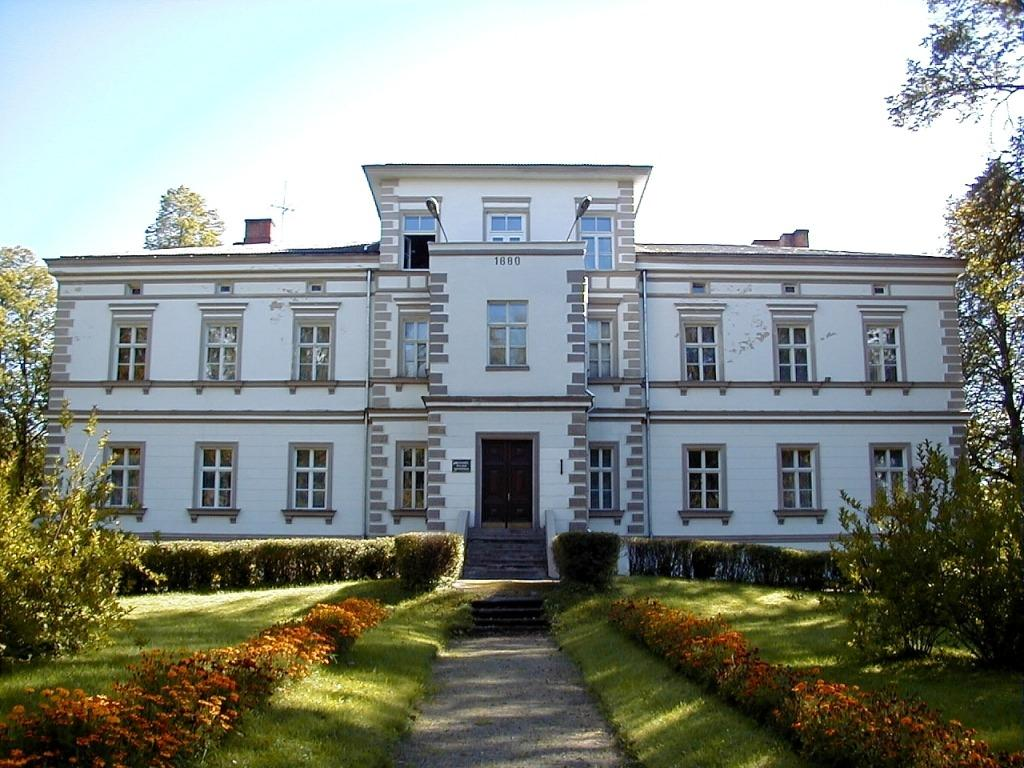
Herrenhaus Palzmar in Palsmane
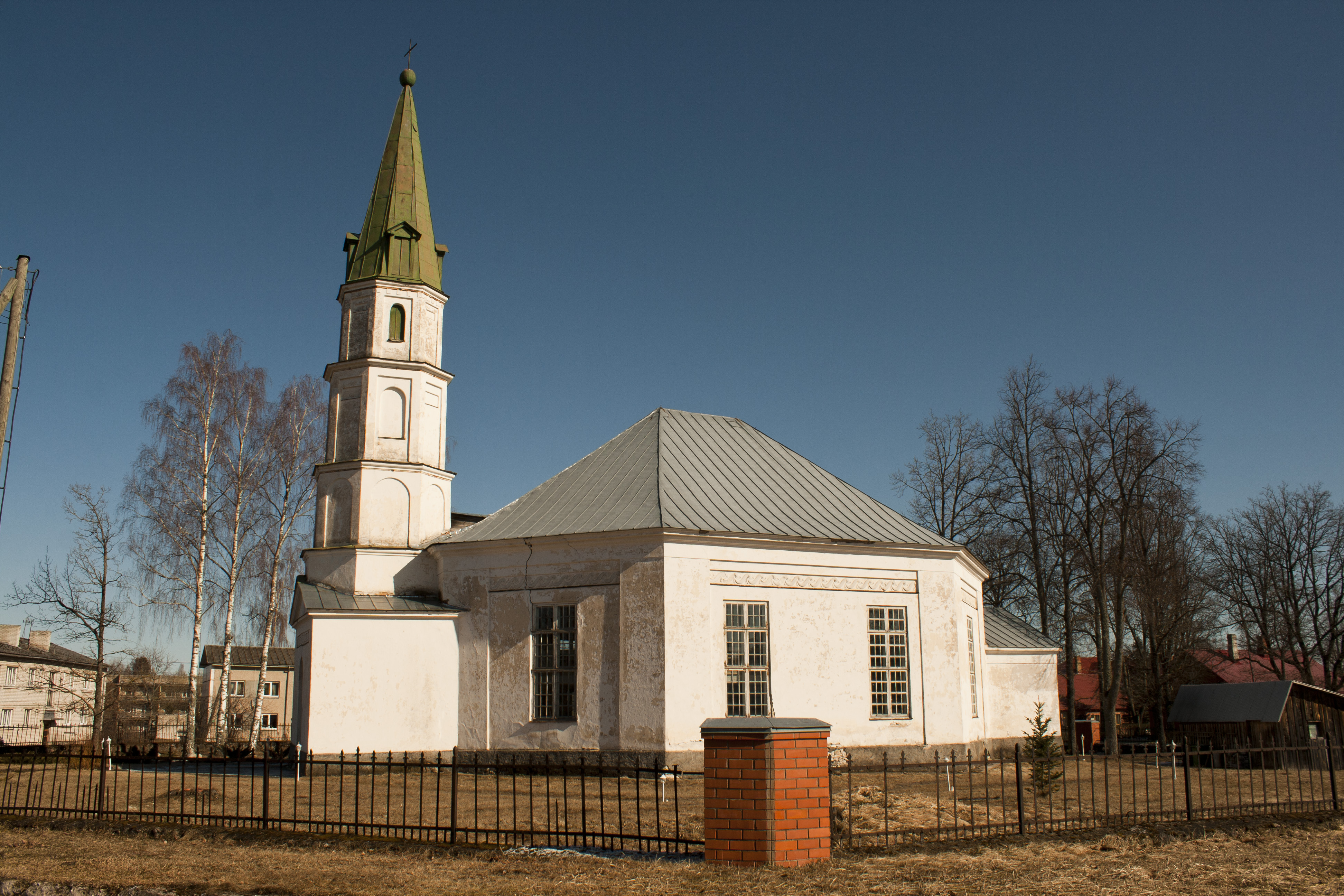
Lutherische Kirche Palsmane
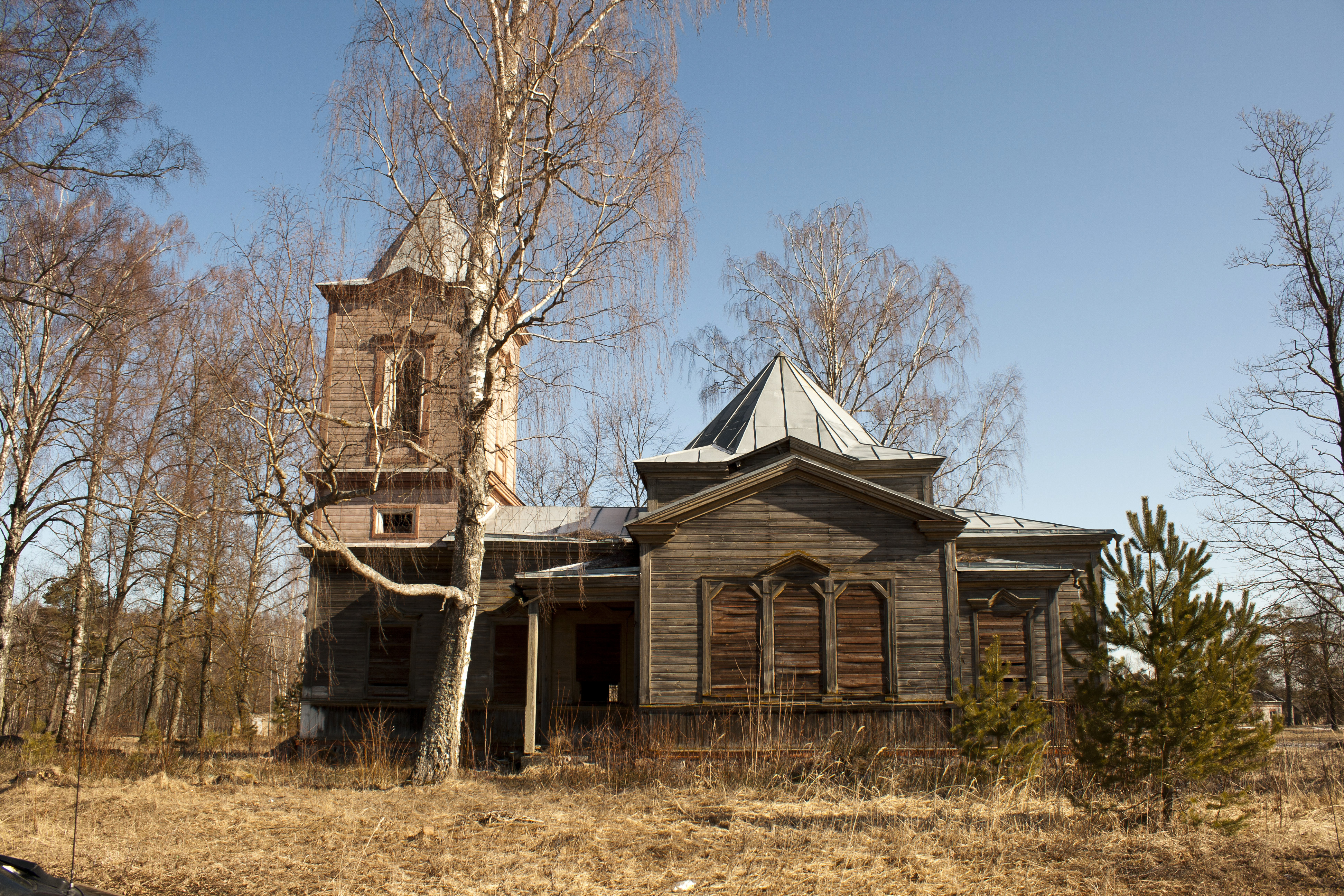
Orthodoxe Kirche in Palsmane

## Nachweise
1. ↑  Vides aizsardzības un reģionālās attīstības ministrija (Ministerium für Naturschutz und Regionalentwicklung), Karten und Auflistung der Verwaltungseinheiten, abgerufen am 21. Juli 2021
2. ↑  Archivierte Kopie (Memento des Originals vom 5. März 2021 im Internet Archive)  Info: Der Archivlink wurde automatisch eingesetzt und noch nicht geprüft. Bitte prüfe Original- und Archivlink gemäß Anleitung und entferne dann diesen Hinweis.